# Odontozona foresti
Odontozona foresti is een tienpotigensoort uit de familie van de Stenopodidae. De wetenschappelijke naam van de soort is voor het eerst geldig gepubliceerd in 2002 door Hendrickx.